# Dahlen
Dahlen es una ciudad situada en el distrito de Sajonia Septentrional, en el estado federado de Sajonia (Alemania). Tiene una población estimada, a fines de 2023, de 4201 habitantes.